# M.G. Chakrapani
Maruthur Gopalan Chakrapani (ur. 13 stycznia 1911 w Vadavannur, zm. 17 sierpnia 1986 w Ćennaj) – indyjski aktor filmowy i teatralny, brat M.G. Ramachandrana.
Był synem Marudhara Gopalana  i Satyabhamy. Naukę w Aanaiyadi School przerwał po kilku latach. W celach zarobkowych dołączył do jednej z, popularnych wówczas, wędrownych trup teatralnych. Pracę w tamilskim przemyśle filmowym rozpoczął w 1936, grając w Iru Sahodarargal. Sławę przyniosła mu rola w Mahamaya (1944). Grywał głównie bohaterów negatywnych, wystąpił między innymi w Sri Murugan (1946), Aayiram Thalaivangiya Apoorva Chintamani (1947), Abhimanyu (1948), Raja Mukthi (1948), Ponmudi (1950) czy Thaai Magalukku Kattiya Thaali (1959). Często współpracował z bratem, między innymi przy reżyserowanych przez niego Nadodi Mannan (1958) i Ulagam Sutrum Valiban (1973). Dwukrotnie żonaty, miał dziesięcioro dzieci (siedmiu synów i trzy córki).